# リクスモール協会
リクスモール協会（Riksmålsforbundet）は、1907年4月7日にビョルンスティエルネ・ビョルンソンらノルウェーのリクスモール（ブークモール）支持派によって設立された団体。伝統的なリクスモールの擁護を掲げ、ランスモール（ニーノシュク）、またリクスモールとランスモールの相互の接近によって将来的に文章語を統一しようとするサムノシュク（samnorsk）政策、またランスモール的な語形を多く取り入れたブークモールに反対する。会誌「Ordet」（言葉の意）を発刊する。1981年、2005年の正書法改定でのリクスモール的な語形の容認、また2002年の政府のサムノシュク政策の正式な廃止と、近年はリクスモール派の意に沿う状況が続いている。

## 会長
- 1907–1910 ビョルンスティエルネ・ビョルンソン
- 1910–1911 Ragna Nielsen
- 1911–1916 Alfred Eriksen
- 1916–1918 I. M. Platou
- 1918–1919 Jens Jørgen Mørland
- 1919–1929 Gerhard Holm
- 1929–1936 Ragnar Ullmann
- 1936–1937 Alf Harbitz
- 1939–1945 Harald Bakke
- 1945–1947 Jonas Hestnes
- 1947–1956 Arnulf Øverland
- 1956–1959 Sigurd Hoel
- 1959–1961 Ernst Sørensen
- 1961–1969 Johan Bernhard Hjort
- 1969–1974 Aksel Lydersen
- 1974–1983 Knut Wigert
- 1983–1988 Jan Willoch
- 1988–1990 Erling Granholt
- 1990– Trond Vernegg